# Hylaeus microstictus
Hylaeus microstictus är en biart som beskrevs av Cockerell 1942. Hylaeus microstictus ingår i släktet citronbin, och familjen korttungebin. Inga underarter finns listade i Catalogue of Life.